# Sihugo Green
Sihugo "Si" Green (ur. 20 sierpnia 1933 w Nowym Jorku, zm. 4 października 1980 w Pittsburghu) – amerykański koszykarz, występujący na pozycjach obrońcy oraz skrzydłowego.

## Osiągnięcia
NCAA
- Mistrz turnieju NIT (1955)[1]
- Finalista turnieju NIT (1954)[1]
- 2-krotnie zaliczony do składu All-American First Team (1955, 1956)[2]

EPBL
- Mistrz EPBL (1967)[3]
- Wicemistrz EPBL (1958)[3]

NBA
- Finalista NBA (1960, 1961)[4]